# Kaurna
Die Kaurna, ein Stamm der Aborigines, lebte traditionell in dem Land, das in und um die Adelaide Plains von South Australia liegt. Durch die Auswirkungen der europäischen Kolonisation sank die Anzahl der Kaurna innerhalb von 20 Jahren von 1000 auf 180 Kaura im Jahr 1856. Ihre Sprache war das Kaurna Warra.

## Land
Das traditionelle Kaurna-Gebiet erstreckte sich in der Region von South Australia über Cape Jervis und Fleurieu Peninsula bis Port Wakefield an der östlichen Küste des Gulf Saint Vincent und weiter nördlich bis an den Crystal Brook in Mid North.
Das Land reichte durchschnittlich 100 Kilometer ins Inland und es umfasste etwa 7200 Quadratkilometer. Ihr Gebiet wird begrenzt von den Aborigines der Peramangk und Ngadjuri im Osten, Nukunu im Norden und Narangga im Westen.
Clans wurde gefunden in Snowtown, Blyth, Hoyleton, Hamley Bridge, Clarendon, Gawler und Myponga, die manchmal Nantuwara genannt werden. Die Jultiwira (stringy bark forests) waren an der Grenze zu den Mount Lofty Ranges. Zwischen Hamley Bridge und Crystal Brook wurden sie Padnaindi genannt. Es ist wenig über die Nutzung der Adelaide Plains durch die Kaurna bekannt, aber sie benutzen natürlich Jagd- und Sammelrouten. Als im Jahre 1836 die ersten Europäer das Gebiet erreichten, wurden Feuer entlang der Küste beobachtet. Dieses Feuer war Teil der Beseitigung von Gestrüpp, um das Graswachstum für Emus und Kängurus zu fördern.

## Kolonisation
Der traditionelle Lebensweg des Kaurna-Stamms wurde innerhalb von 20 Jahren in Folge der Kolonisation durch die Europäer zerstört. Die letzte überlebende Voll-Blut-Aboriginesfrau der Kaurna war Ivaritij. Die Bevölkerung der Kaurna wurde mit Sicherheit mit der Ausbreitung der Pocken im Jahre 1836 in den südlichen Staaten entlang des Murray River dezimiert.
Die Bevölkerungsanzahl sank nach der Ankunft der europäischen Siedler durch Maßnahmen von Gouverneur Hindmarsh als Oberbefehlshaber und der Proklamation im Jahre 1836 bei der Holdfast Bay (heute Glenelg), von ungefähr 1000 Mitgliedern vor der Kolonisation auf 180 im Jahre 1856. Dieses Land wurde als Terra Nullius durch die Verordnung des South Australia Act durch das Britische Parliament am 14. August 1834 erklärt, trotz des von King William IV erlassenen South Australia Letters Patent 1836, das im australischen Recht letztlich im Jahre 1992 durch das Mabo v. Queensland (No. 2) aufgehoben wurde.
Die von den deutschen Missionaren Christian Gottlieb Teichelmann und Clamor Wilhelm Schürmann zwischen 1838 und 1846 aufgezeichnete Sprache der Kaurna wird mittlerweile von den Linguisten Robert Amery und Jack Buckskin an der University of Adelaide wiederbelebt.

## Verwandtschaftsverhältnisse
Die Kaurna lebten in unabhängigen Familienstrukturen in bestimmten Gebieten, die sie Pangkarra nannten. Die Pangkarra hatten immer Zugang zur Küste und dehnte sich großflächig im Inland aus. Die Küste war für Fischfang lebenswichtig und die inländischen Gebiete boten dem Stamm während des schlechten Wetters Schutz. Die Pangkarra wurde dann in Untergruppen aufgeteilt, die yerta genannt wurden. Alle Mitglieder in der Yerta und der davon unterschiedlichen Pangkarra waren miteinander verwandt. Heirat zwischen einem Mann und einer Frau ohne die gleiche Yerta waren verboten. Die Kaura bestimmten die Verhältnisse, wie das Recht zur Initiation und sie waren der südlichste Stamm, der dies anwendete.

## Außenbeziehungen
Bei einem Besuch Australiens im Mai 2024 gab die deutsche Außenministerin Annalena Baerbock Kulturgüter an die Kaurna offiziell zurück. Es handelte sich um ein Holzschwert, einen Speer, ein Fischernetz und einen Knüppel, die im 19. Jahrhundert von Missionaren erworben wurden und zuletzt im Leipziger Museum für Völkerkunde zu Leipzig ausgestellt waren. Mit dieser Rückgabe wolle man der spirituellen Beziehung der Kaurna zu ihrem Land Respekt zollen.

## Namen
Einige der Namen, unter denen die Kaurna auch bekannt sind: Kaura (Schreibfehler), Coorna, Koornawarra, Nantuwara (in Beziehung zu den nördlichen Yerta sind es die Kangaroo Speakers (Känguru-Sprecher)), Nantuwaru, Nganawara, Meljurna oder Meyukattanna (in Beziehung zu den nördlichen Yerta werden sie quarrelsome men (streitsüchtige Menschen)), wie auch von den südlichen Yerta genannt.